# 弗勞厄斯山

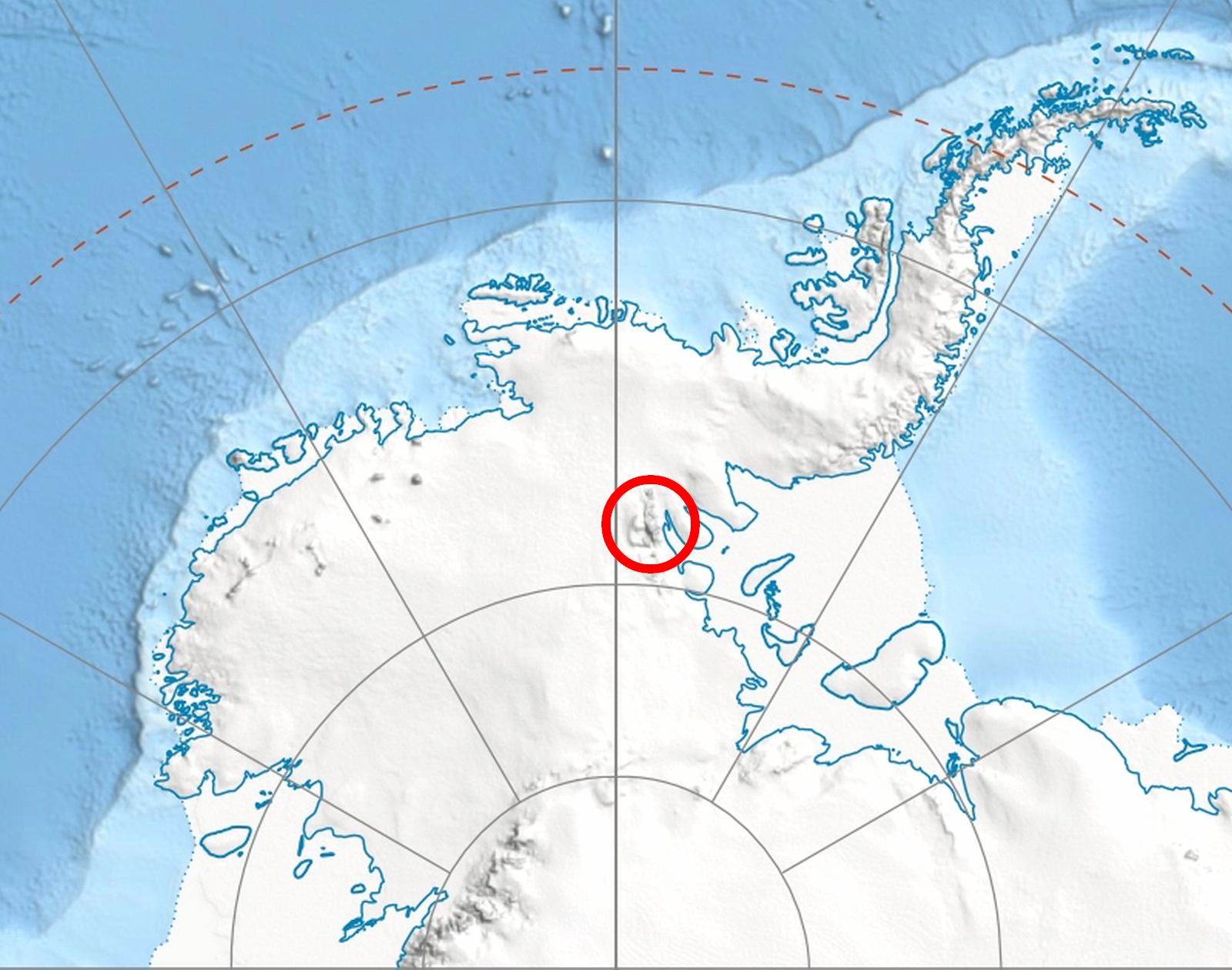

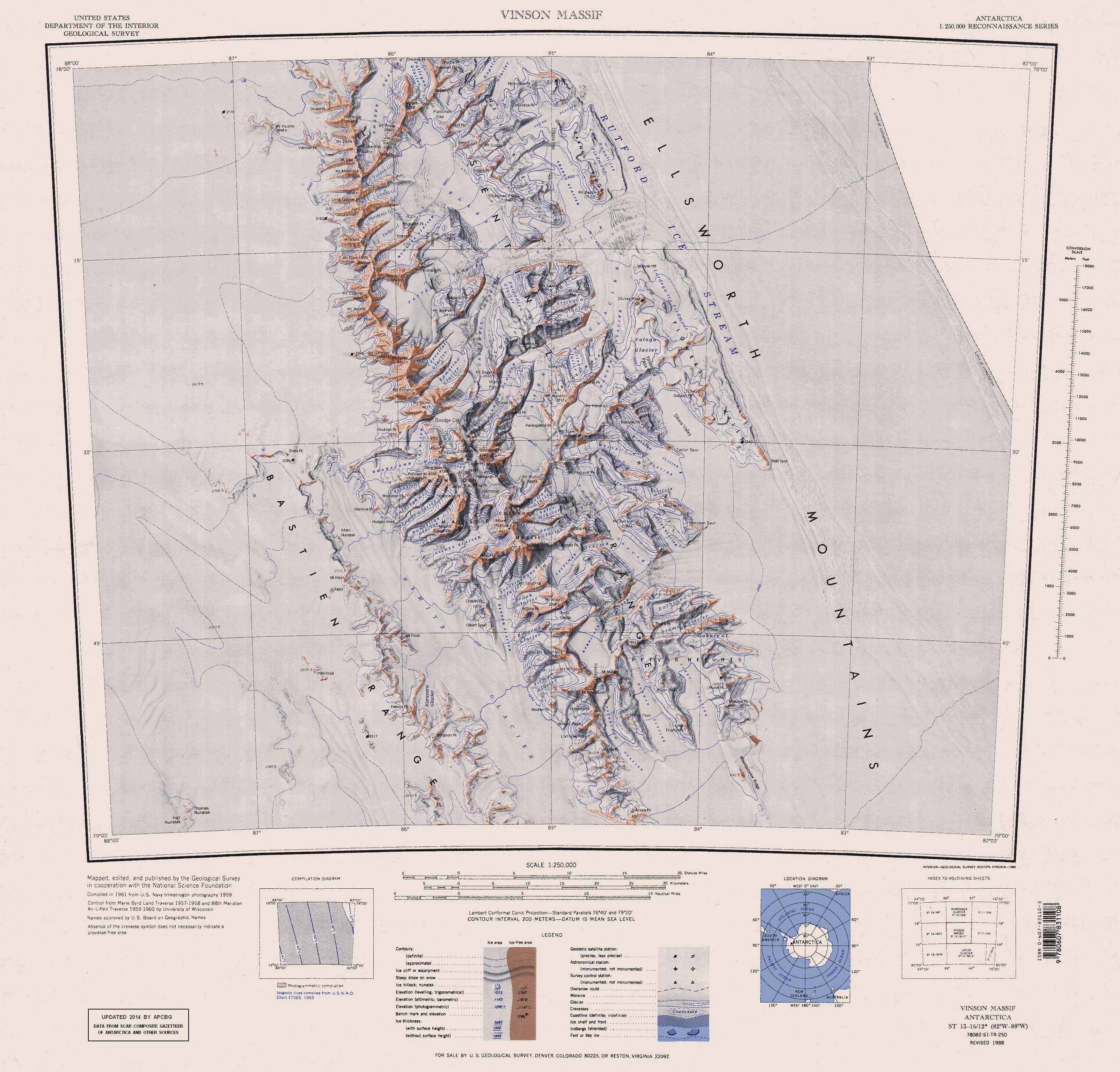

78°24′S 84°10′W / 78.400°S 84.167°W
弗勞厄斯山是（英語：Flowers Hills）
南極洲的山峰，位於埃爾斯沃思地，處於埃爾斯沃思山脈的森蒂納爾嶺東側，長37公里，根據美國地質調查局的測量和美國海軍的空中照片被繪入地圖。